# Franc Lamy

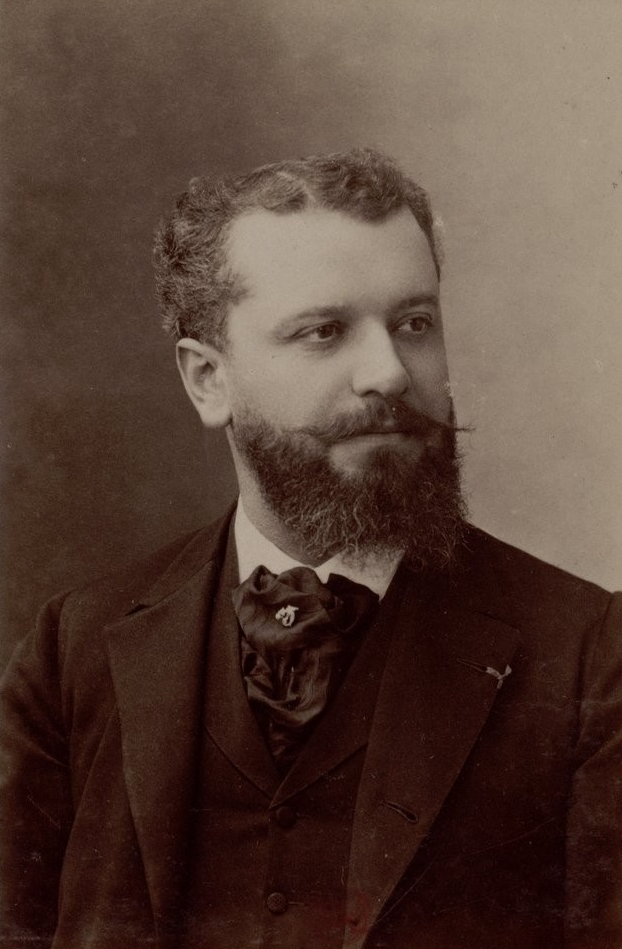
Portret van Franc-Lamy door Nadar

Franc Lamy was het pseudoniem van Pierre Désiré Eugène Franc Lamy, (Clermont-Ferrand, 12 mei 1855 - Parijs, 13 maart 1919) was een Franse kunstschilder en graveur.

## Biografie

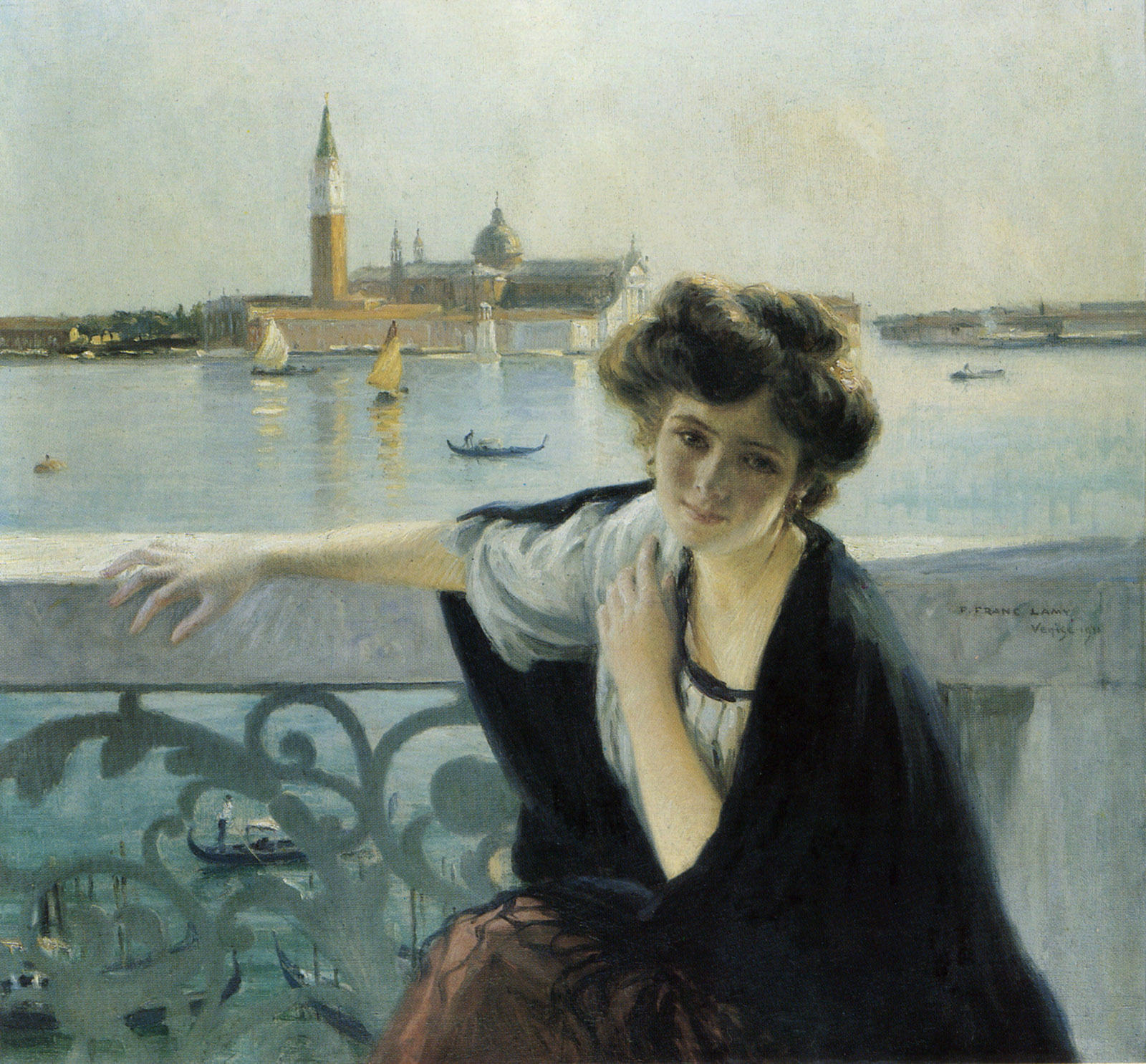
Venise, 1911

Pierre Désiré Eugène Franc Lamy stamde uit een familie van glasschilders uit Clermont-Ferrand. Hij kreeg zijn eerste opleiding aan de tekenschool van het 9e Arrondissement in Parijs en vanaf 1872 volgde hij lessen bij Isidore Pils in diens atelier samen met onder meer Norbert Goeneutte en Frédéric Samuel Cordey. In 1873 kon hij zich inschrijven aan de École des beaux-arts. Na de dood van Pils in 1875 werd die opgevolgd door Henri Lehmann en Lamy en zijn vrienden volgden een tijd les bij hem. Daarna schakelden ze over op de klas van Jean-Léon Gérôme.
Franc-Lamy was een regelmatig bezoeker van het Café de la Nouvelle Athènes en verkeerde er in de literaire kringen met Léon Dierx, Auguste Villiers de L'Isle-Adam, Maurice Rollinat en Stéphane Mallarmé. Voor de componist Ernest Cabaner illustreerde Lamy verscheidene partituren. Via Cabaner werd Lamy geïntroduceerd in het salon van Nina de Callias die een tijd lang zijn geliefde was. Bij de schilders was hij naast zijn vrienden uit de tijd van zijn opleiding ook goed bevriend met Pierre-Auguste Renoir, voor wie hij meermaals model stond, en met Marcellin Desboutin. Hij is te zien op Renoirs Bal du moulin de la Galette. Lamy werd door Renoir uitgenodigd voor de derde groepstentoonstelling van de impressionisten.
Franc-Lamy was de auteur van de tekeningen in Le Petit Journal illustré opgestart door M. Marioni in 1889.
Lamy was eveneens kunstverzamelaar, hij was vooral geïnteresseerd in tekeningen en schilderijen uit de 18e eeuw. Zijn collectie werd in november 1912 geveild bij Drouot.
Het vroege werk van Franc-Lamy was duidelijk beïnvloed door de impressionistische schildertechniek van Renoir. Vanaf 1880 nam hij regelmatig deel aan het salon van de Société des Artistes Français. Hij schilderde veel landschappen, portretten en genrestukken, maar ook naakten hoorden tot zijn repertoire. Hij nam deel aan de wereldtentoonstellingen van 1889 en 1900 en werd er gelauwerd. In 1892 werd hij aangesteld tot ridder in het Legioen van Eer en in 1914 werd hij benoemd tot officier in de orde.